# Neagley
Neagley es una próxima serie de televisión estadounidense, basada en el personaje creado por Lee Child. Es una serie derivada de la serie de televisión Reacher, con Maria Sten retomando el papel de Frances Neagley.

## Premisa
Neagley busca la verdad luego de un sospechoso accidente en el que muere un viejo amigo.

## Reparto y personajes

### Principal
- Maria Sten como Frances Neagley
- Greyston Holt como Detective Hudson Riley
- Jasper Jones como Keno
- Adeline Rudolph como Renee
- Matthew Del Negro como Pierce Woodrow
- Damon Herriman como Lawrence Cole

### Invitado
- Alan Ritchson como Jack Reacher

## Producción

### Desarrollo
La serie recibió un pedido de serie de Amazon Prime Video en octubre de 2024.
Nick Santora y Nicholas Wootton son los productores ejecutivos y co-showrunners de la serie, que es producida por Amazon MGM Studios y Skydance Television, junto con CBS Studios. La serie también es producida por Lee Child, Don Granger y Lisa Kussner con David Ellison, Dana Goldberg, Matt Thunell, Carolyn Harris, Kenny Madrid y Niko Fernandez.

### Guion
Sten estaba emocionada de profundizar en la vida de Neagley, ya que no pudo hacerlo en Reacher: "Neagley tiene muchas cosas sucediendo en su vida. Tiene una historia y una vida vivida. Tiene algunos problemas personales bastante graves con los que está lidiando... Estoy emocionada de comenzar e hincarle el diente".

### Casting
Maria Sten repite su papel de Frances Neagley de Reacher con Alan Ritchson apareciendo como Jack Reacher en un papel de estrella invitada. En febrero de 2025, Greyston Holt, Jasper Jones, Adeline Rudolph, Matthew Del Negro y Damon Herriman fueron elegidos para papeles regulares en la serie.

### Rodaje
La fotografía principal comenzó en Toronto el 18 de febrero de 2025, y finalizó el 7 de junio de 2025.

## Estreno
Neagley está programada para estrenarse en 2026.